# Jakob Fugger (bankár)

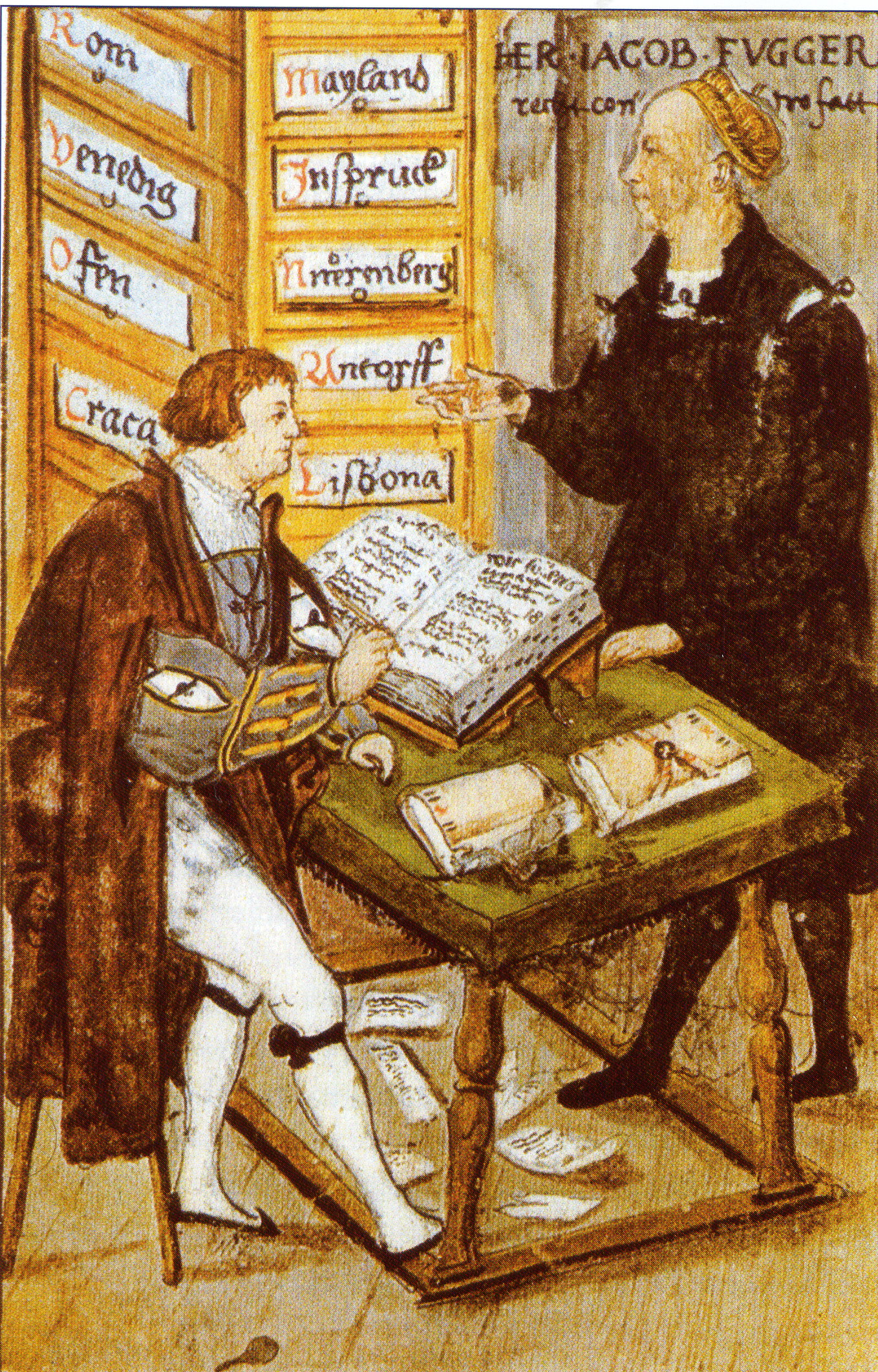
Jacob Fugger és főkönyvelője, Matthäus Schwarz az arany dolgozószobában

A Fuggerek liliomos címere

Jakob Fugger Jakob Fugger der Reiche (magyarosan Fugger Jakab) (Augsburg, 1459. március 6. – 1525. december 30.) a középkor egyik legsikeresebb bankára. A hatalmas vagyonnal rendelkező Jakob Fugger az akkori Európa leggazdagabb emberei közé tartozott.

## Életpályája
1459. március 6-án született egy sokgyermekes augsburgi családban. Apja, aki szegény falusi takácsként költözött Augsburgba, a két legkisebbik fiát, Ulrichot és Jakobot egyházi pályára szánta, míg a többiek a családi vállalkozásban kaptak feladatot. Jakob az atyai akarat előtt meghajolva kolostorba vonult, de mégsem lett belőle pap, mert néhány év múlva az egyik elhunyt bátyja helyét át kellett vennie az üzemben.
Fiatalkorát Firenzében és Rómában töltötte, ahol a Mediciekkel és a pápával alakított ki kereskedelmi kapcsolatokat. Ezután minden energiáját a nemzetközi kereskedelmi kapcsolatainak a kiépítésére fordította.
1485-től Fugger az innsbrucki takácsüzem irányítását vette át, melyért egyedül volt felelős. Tíz évvel később már a közép-európai bányászatban és az érckereskedelemben is érdekelt volt. Pénzügyi és banki tevékenysége következtében az 1510-es évek elejére a Fugger-bankház Európa egyik legnagyobb bankjává vált.
1511-re egyedüli örökösként Jakob Fuggerre szállt minden Fugger vállalkozás irányítása.
A pénzszerzésen kívül karitatív tevékenységet is folytatott. Az augsburgi szegények számára szociális házakat építtetett, melyek éves bérlete csak jelképes lakbér volt. Ennek köszönhetően az augsburgi szegények között nagy népszerűségnek örvendett. A város szegényeinek épült lakások hat utcában 250 családnak adtak otthont. Az alapítólevél szerint csak augsburgi születésű, katolikus, jó magaviseletű házasemberek találtak szállásra a Fuggerei-ban. Az egyetlen kikötés csak az volt, hogy a Fugger-család tagjaiért a bérlők naponta elmondjanak egy-egy miatyánkot, üdvözlégyet és hiszekegyet.
A "Gazdag Jakob"-ként emlegetett bankár 1525-ben utód nélkül halt meg, így vagyona unokaöccseire, Raymund Fuggerre és Anton Fuggerre szállt.

## A Fugger-család
- Hans Fugger (1367–1408)
- Andreas Fugger (1394–1457)
  - Jakob Fugger (* 1430)
  - Lukas Fugger (* 1439)
  - Matthäus Fugger (* 1442)
    - Ulrich Fugger (1524–1586)

  - Hans Fugger (* 1443)
    - Gastel Fugger (1475–1539)
      - Wolfgang Fugger (1519/20–1568)
        - Johann Christoph Fugger
- Jakob Fugger id. (1398–1469)
  - Ulrich Fugger (1441–1510)
    - Ulrich Fugger ifj. (1490–1525)

  - Georg Fugger (1453–1506)
    - Raymund Fugger (1489–1535)
    - Anton Fugger (1493–1560)
      - Markus Fugger (1529–1597)
      - Hans Fugger (1531–1598)
      - Jakob Fugger (1542-1598)
        - Anselm Maria Fugger von Babenhausen (1766-1821)

  - Jakob Fugger der Reiche (1459–1525)